# Mincenii de Jos
Mincenii de Jos es una comuna perteneciente al distrito de Rezina, Moldavia.

## Superficie
Cuenta con una superficie de 12,90 kilómetros cuadrados.

## Demografía
Hasta 2023 la población era de 476 habitantes, con una densidad de población de 36,89 habitantes por kilómetro cuadrado.
| Gráfica de evolución demográfica de Mincenii de Jos entre 2018 y 2023 |
|                                                                       |
| Datos según Population statistics of Eastern Europe & former USSR.    |